# Restauranten (film)
Restauranten är en svensk TV-film från 1978 i regi av Kjell Sundvall. Filmen visades i TV för första gången den 15 november samma år. Den var Sundvalls andra film.

## Rollista
- Göran Ekstrand - Janne, grovdiskare
- Gustav Bartfay - Stefan, kock
- Arja Saijonmaa - Mirja, kallskänka
- Tommy Johnson - Vlado, kock
- Peter Sdunzik - Werner, servitör
- Axel Düberg - Edvin, servitör
- Fred Gunnarsson - Nils, källarmästare
- Jane Friedmann - Gudrun, hovmästarinna
- Ragnhild Hallkvist - Sigrid, servitris
- Ingrid Karrestad - Michele, diskare
- Marrit Ohlsson - ängsliga grannen
- Lars Amble - hyreshajen
- Torsten Herrlin - den andre grovdiskaren
- János Herskó - trött restauranggäst

### Fotnoter
1. ↑  ”Restauranten”. Svensk Filmdatabas. http://www.sfi.se/sv/svensk-filmdatabas/Item/?type=MOVIE&itemid=46873. Läst 23 juli 2012.